# II liga polska w hokeju na lodzie (1977/1978)
II liga polska w hokeju na lodzie 1977/1978 – 22. sezon drugiego poziomu ligowego hokeja na lodzie w Polsce rozegrany na przełomie 1977 i 1978 roku.

## Formuła
II liga w sezonie 1977/1978 była podzielona na dwie grupy: Północ i Południe. Według zamierzeń PZHL był to ostatni sezon takiego formatu i w kolejnej edycji przewidziano jedną grupę łączną, złożoną z czterech pierwszych zespołów obu grup (minus mistrz awansujący do I ligi) oraz trzech spadkowiczów z I ligi. 
Sezon zaplanowano w terminie od 1 października 1977 do 19 marca 1977.
O awans do I ligi 1978/1979 rywalizowali zwycięzcy obu grup. Mistrzem całych rozgrywek została Legia Warszawa.

## Sezon zasadniczy

### Grupa Północna
| Lp. | Zespół                     | M  | Pkt | W | R | P  | G + | G - | +/-  |
| --- | -------------------------- | -- | --- | - | - | -- | --- | --- | ---- |
| 1   | Legia Warszawa             | 32 | 56  |   |   |    | 321 | 73  | +248 |
| 2   | Pomorzanin Toruń           | 32 | 44  |   |   |    | 247 | 117 | +130 |
| 3   | Włókniarz Zgierz           | 32 | 44  |   |   |    | 190 | 126 | +64  |
| 4   | Pogoń Siedlce              | 32 | 40  |   |   |    | 232 | 118 | +114 |
| 5   | Boruta Zgierz              | 32 | 38  |   |   |    | 181 | 137 | +44  |
| 6   | Tarpan Poznań              | 32 | 35  |   |   |    | 180 | 141 | +39  |
| 7   | Stilon Gorzów Wielkopolski | 32 | 32  |   |   |    | 197 | 190 | +7   |
| 8   | Okęcie Warszawa            | 32 | 8   |   |   |    | 113 | 298 | -185 |
| 9   | Znicz Pruszków             | 32 | 0   | 0 | 0 | 32 | 41  | 504 | -463 |

Legenda:       = awans do baraży

### Grupa Południowa
| - I dwumecz – 01-02.X.1977: - Chemik Kędzierzyn-Koźle – Stal Sanok 1:9 (1:3, 0:5, 0:1), 1:7 (0:1, 0:5, 1:1) - Polonia Bytom – Unia Oświęcim - Dolmel Wrocław – KTH Krynica - Górnik Pszów – Odra Opole - Odra Opole – pauza - II dwumecz – 08-09.X.1977: - Stal Sanok – Dolmel Wrocław 5:5, 3:6 - Unia Oświęcim – Chemik Kędzierzyn 18:0, 9:5 - Odra Opole – Polonia Bytom 1:8, 3:7 - KTH Krynica – Górnik Pszów 17:0, 9.3 - GKS Jastrzębie – pauza - III dwumecz – 15-16.X.1977: - Górnik Pszów – Stal Sanok 4:14 (1:4, 1:5, 2:5), 0:22 (0:2, 0:6, 0:14) - GKS Jastrzębie – KTH Krynica 5:7, 3:3 - Dolmel Wrocław – Unia Oświęcim 1:4, 5:3 - Chemik Kędzierzyn-Koźle – Odra Opole 4:4, 6.4 - Polonia Bytom – pauza - IV dwumecz – 22-23.X.1977: - Stal Sanok – GKS Jastrzębie 8:2 (2:1, 5:0, 1:1), 7:3 (0:1, 6:1, 1:1) - Unia Oświęcim – Górnik Pszów 12:1, 12:1 - Odra Opole – Dolmel Wrocław 4:15, 5:3 - Polonia Bytom – Chemik Kędzierzyn 12:4, 7:0 - KTH Krynica – pauza - V dwumecz – 29-30.X.1977: - KTH Krynica – Stal Sanok 2:1 (:, :, :), 5:1 (:, :, :) - GKS Jastrzębie – Unia Oświęcim 7:2, 3:5 - Dolmel Wrocław – Polonia Bytom 2:8, 0:3 - Górnik Pszów – Odra Opole przełożony - Chemik Kędzierzyn-Koźle – pauza - VI dwumecz – 05-06.XI.1977: - Stal Sanok – pauza - Polonia Bytom – Górnik Pszów 7:1, 16:0 - Unia Oświęcim – KTH Krynica 11:3, 3:4 - Odra Opole – GKS Jastrzębie 2:4, 1:6 - Chemik Kędzierzyn-Koźle – Dolmel Wrocław 2:10, 2:8 - VII dwumecz – 12-13.XI.1977: - Stal Sanok – Unia Oświęcim 8:3 (3:0, 2:2, 3:1), 1:1 (0:0, 0:1, 1:0) - GKS Jastrzębie – Polonia Bytom 2:6, 4:1 - KTH Krynica – Odra Opole 12:3, 10:2 - Chemik Kędzierzyn-Koźle – Górnik Pszów 13:6, - Dolmel Wrocław – pauza - VIII dwumecz – 19-20.XI.1977: - Odra Opole – Stal Sanok 2:8, 1:6 - Polonia Bytom – KTH Krynica 4:2, 4:1 - Chemik Kędzierzyn-Koźle – GKS Jastrzębie 1:6, 2:6 - Dolmel Wrocław – Górnik Pszów 7:3, 7:1 - Unia Oświęcim – pauza - IX dwumecz – 26-27.XI.1977: - Stal Sanok – Polonia Bytom 5:4 (3:1, 1:1, 1:2), 5:2 (1:1, 2:, 2:1) - Unia Oświęcim – Odra Opole 12:3, 9:4 - GKS Jastrzębie – Dolmel Wrocław 4:2, 10:3 - KTH Krynica – Chemik Kędzierzyn-Koźle 4:2, 6:0 - Górnik Pszów – pauza |  | - I dwumecz – 08-09.I.1978: - Stal Sanok – Chemik Kędzierzyn-Koźle 11:3 (4:0, 5:2, 2:1), 7:2 (3:0, 0:1, 4:1) - Unia Oświęcim – Polonia Bytom 6:5, 5:4 - KTH Krynica – Dolmel Wrocław 7:1, 11:10 - GKS Jastrzębie – Górnik Pszów nie odbył się - Odra Opole – pauza - II dwumecz – 14-15.I.1978: - Dolmel Wrocław – Stal Sanok 2:7, 6:2 - Chemik Kędzierzyn – Unia Oświęcim 3:7, 2:10 - Polonia Bytom – Odra Opole 4:3, 4:3 - Górnik Pszów – KTH Krynica nie odbył się - GKS Jastrzębie – pauza - III dwumecz – 21-22.X.1978: - Stal Sanok – Górnik Pszów nie odbył się - KTH Krynica – GKS Jastrzębie - Unia Oświęcim – Dolmel Wrocław - Odra Opole – Chemik Kędzierzyn-Koźle - Polonia Bytom – pauza - IV dwumecz – 28-29.I.1978: - GKS Jastrzębie – Stal Sanok 4:1 (1:0, 2:1, 1:0), 1:2 (0:0, 0:0, 1:2) - Górnik Pszów – Unia Oświęcim nie odbył się - Dolmel Wrocław – Odra Opole 10:4, 8:2 - Chemik Kędzierzyn – Polonia Bytom 1:15, 1:15 - KTH Krynica – pauza - V dwumecz – 03-04.II.1978: - Stal Sanok – KTH Krynica 2:3 (1:0, 0:2, 1:1), 4:3 (3:2, 0:0, 1:1) - Unia Oświęcim – GKS Jastrzębie 9:1, 7:3 - Polonia Bytom – Dolmel Wrocław 13:0, 10:4 - Odra Opole – Górnik Pszów nie odbył się - Chemik Kędzierzyn-Koźle – pauza - VI dwumecz – 05-06.II.1978: - Stal Sanok – pauza - Górnik Pszów – Polonia Bytom nie odbył się - KTH Krynica – Unia Oświęcim - GKS Jastrzębie – Odra Opole - Dolmel Wrocław – Chemik Kędzierzyn-Koźle - VII dwumecz – 18-19.II.1978: - Unia Oświęcim – Stal Sanok 7:4, 7:3 - Polonia Bytom – GKS Jastrzębie 3:2, 4:1 - Odra Opole – KTH Krynica 3:12, 3:4 - Górnik Pszów – Chemik Kędzierzyn-Koźle nie odbył się - Dolmel Wrocław – pauza - VIII dwumecz – 25-26.II.1978: - Stal Sanok – Odra Opole 6:4 (1:0, 3:3, 2:1), 5:5 (3:3, 1:2, 1:0) - KTH Krynica – Polonia Bytom - GKS Jastrzębie – Chemik Kędzierzyn-Koźle - Górnik Pszów – Dolmel Wrocław nie odbył się - Unia Oświęcim – pauza - IX dwumecz – 04-05.III.1978: - Polonia Bytom – Stal Sanok 5:2 (2:2, 1:0, 2:0), 4:3 (1:3, 0:0, 3:0) - Odra Opole – Unia Oświęcim - Dolmel Wrocław – GKS Jastrzębie - Chemik Kędzierzyn-Koźle – KTH Krynica 6:9, 2:10 - Górnik Pszów – pauza |

#### Tabela
| Lp. | Zespół                  | M  | Pkt | W  | R | P  | G + | G - | +/-  |
| --- | ----------------------- | -- | --- | -- | - | -- | --- | --- | ---- |
| 1   | KTH Krynica             | 28 | 43  |    |   |    | 175 | 83  | +92  |
| 2   | Polonia Bytom           | 28 | 42  |    |   |    | 163 | 77  | +86  |
| 3   | Unia Oświęcim           | 28 | 39  |    |   |    | 200 | 100 | +100 |
| 4   | Stal Sanok              | 28 | 33  | 15 | 3 | 10 | 132 | 95  | +37  |
| 5   | GKS Jastrzębie          | 28 | 27  |    |   |    | 115 | 110 | +5   |
| 6   | Dolmel Wrocław          | 28 | 23  |    |   |    | 133 | 173 | -40  |
| 7   | Odra Opole              | 28 | 10  |    |   |    | 86  | 197 | -111 |
| 8   | Chemik Kędzierzyn-Koźle | 28 | 5   |    |   |    | 69  | 233 | -164 |
| 9   | Górnik Pszów            | 12 | 0   | 0  | 0 | 12 | 24  | 141 | -117 |

Legenda:
      = awans do baraży

Drużyna Górnika Pszów po rozegraniu 12 ligowych spotkań wycofała się z rozgrywek, a jej wyniki z pozostałymi drużynami anulowano, wobec czego nie są uwzględnione w tabeli końcowej.

## Baraż o awans
Po rozegraniu czterech spotkań barażowych był remis 2:2, wobec czego rozegrano piąty decydujący o awansie mecz. Spotkanie odbyło się na lodowisku w Janowie.
| 11 marca 1978 | Legia Warszawa | 7:1 | KTH Krynica | Hala Torwar, Warszawa |

|  | Marek Kasprzak - 2 Konarski - 2 Marek Mużelak - 1 Maciej Ruzik - 1 Wnuk - 1 | (3:0, 1:0, 3:1) | Zdzisław Radzik |  |

| 12 marca 1978 | Legia Warszawa | 4:6 | KTH Krynica | Hala Torwar, Warszawa |

|  | Marek Mużelak - 2 Trześniewski - 1 H.Żołnowski - 1 | (0:3, 4:0, 0:3) | Ryszard Bialik - 3 Chrząstek - 1 Zdzisław Radzik - 1 Kustra - 1 |  |

| 18 marca 1978 | KTH Krynica | 4:3 | Legia Warszawa | Hala KTH Krynicy, Krynica-Zdrój |

|  | Maciej Byrka - 1 Ryszard Bialik - 1 Krzysztof Pabisz - 1 Zdzisław Radzik - 1 | (2:1, 2:0, 0:2) | Marek Kasprzyk - 2 Marek Mużelak - 1 |  |

| 19 marca 1978 | KTH Krynica | 5:7 | Legia Warszawa | Hala KTH Krynicy, Krynica-Zdrój |

|  | Marek Bialik - 1 Ryszard Bialik - 1 Jacek Dudek - 1 Maciej Byrka - 1 Zdzisław Radzik - 1 | (0:0, 1:5, 4:2) | Marek Mużelak - 3 Jan Horowski - 1 Maciej Ruzik - 1 Marek Kasprzyk - 1 Jarosław Gostkiewicz |  |

| 23 marca 1978 | KTH Krynica | 4:7 | Legia Warszawa | Jantor, Katowice |

| Godzina: 17:00 | J.Dudek - 1 M. Byrka - 1 K. Pabisz - 1 M. Bialik - 1 | (1:2, 3:1, 0:4) | W. Żołnowski - 1 Marek Mużelak - 1 Trześniewski - 2 H. Żołnowski - 1 Konarski - 1 Marek Kasprzyk - 1 | Widzów: 500 Sędzia główny: Adamiec (Łódź) Sędziowie liniowi: Gratys Makowski |
| Godzina: 17:00 | Skład: Kilar – Kustra, Gawęcki, Jagielski, Potoczek, Chmielewski, Dudek – M. Bialik, R. Bialik, Dudek, Radzik, Chrząstek, Byrka, K. Pabisz, Rapacz, Janowiec Trener: Roman Pociecha |                 | Skład: Dudzik (od 37 min. A. Hahn) – A. Bieleninik, Wnuk, Gostkiewicz, Mistecki – W. Żołnowski, Mużelak, Kasprzak, Horowski, Trześniewski, Żurawski, Konarski, Ruzik, H. Żołnowski, Kuczyński Trener: Anatolij Firsow | Widzów: 500 Sędzia główny: Adamiec (Łódź) Sędziowie liniowi: Gratys Makowski |

| Lp. | Zespół         | M | Pkt | W | R | P | G + | G - | +/- |
| --- | -------------- | - | --- | - | - | - | --- | --- | --- |
| 1   | Legia Warszawa | 4 | 4   | 2 | 0 | 2 | 21  | 16  | +5  |
| 2   | KTH Krynica    | 4 | 4   | 2 | 0 | 2 | 16  | 21  | -5  |

Awans do I ligi 1978/1979 uzyskała Legia Warszawa.